# Kommer du med mig då
Kommer du med mig då är en svensk dramafilm från 2003 i regi av Kjell Grede. Filmen baseras på romanen Till sanningens lov av Torgny Lindgren.

## Handling
Theodor och Paula är barndomsvänner, men Paula vill bli popsångerska och flyttar till stan.

## Om filmen
Filmen fick en Guldbagge 2003 för Bästa prestation inom yrkeskategorierna ljudtekniker, mixare och kompositör till Bo Persson och Stefan Ljungberg.

## Rollista (i urval)
- Theodor Marklund - Shanti Roney
- Paula - Tuva Novotny
- Theodors pappa - Peter Edding
- Theodors farfar - Tord Peterson
- Britt-Marie - Ing-Marie Carlsson
- Erland - Örjan Ramberg
- Gulliver - Simon Norrthon
- Sigvard - Göran Ragnerstam
- Piips - Jesper Christensen
- Theodor som barn - Noah Hellwig
- Paula som barn - Flavia Rivas